# Marian Ryba
Marian Ryba (ur. 12 września 1919 w Sosnowcu, zm. 27 lutego 2018) – generał brygady Wojska Polskiego, działacz państwowy, partyjny i społeczny, dyplomata wojskowy, wiceprezes (1960–1978) i prezes Polskiego Związku Piłki Nożnej (1978–1981), doktor nauk prawnych (1965), Naczelny Prokurator Wojskowy - zastępca Prokuratora Generalnego PRL (1956–1968), dyrektor generalny Urzędu Rady Ministrów (1981–1985), Główny Inspektor Kontroli URM (1981–1986), podsekretarz stanu w Urzędzie Rady Ministrów (1985–1986).

## Życiorys
Syn Ludwika (górnika) i Marii z Warskich.
Od 1932 należał do Czerwonego Harcerstwa Towarzystwa Uniwersytetu Robotniczego. Po ukończeniu szkoły podstawowej uczył się w 3-letniej szkole zawodowej o profilu kupieckim, odbywając szkolenie w ramach przysposobienia wojskowego. Od 1938 był członkiem Polskiej Partii Socjalistycznej. Zajmował się działalnością kulturalno-społeczną jako członek Robotniczego Stowarzyszenia Sportowego. Podczas II wojny światowej przebywał na robotach przymusowych w Niemczech, skąd dwukrotnie uciekał. Po schwytaniu osadzony w areszcie, a potem w więzieniu.
Po zakończeniu wojny powrócił do Sosnowca i został zatrudniony jako starszy referent w Miejskim Urzędzie Bezpieczeństwa Publicznego w Katowicach. W 1945 podchorąży Centralnej Szkoły Ministerstwa Bezpieczeństwa Publicznego w Łodzi. Po ukończeniu szkoły i kursu prawa od stycznia 1946 służył w ludowym Wojsku Polskim jako aplikant w Wojskowej Prokuraturze Dowództwa Okręgu Wojskowego nr IV w Katowicach. W organach prokuratury wojskowej (korpus oficerów sprawiedliwości) był kolejno asesorem w Naczelnej Prokuraturze Wojskowej w Warszawie (luty - marzec 1946), asesorem - oficerem śledczym w Wojskowej Prokuraturze Rejonowej w Warszawie (marzec 1946 - maj 1947), podprokuratorem w Wojskowej Prokuraturze Rejonowej w Łodzi (maj 1947 - luty 1950), prokuratorem Wojskowej Prokuratury Rejonowej w Bydgoszczy (luty 1950 - wrzesień 1951), prokuratorem Wojskowej Prokuratury Rejonowej w Warszawie (wrzesień 1951 - czerwiec 1953), szefem Oddziału w Naczelnej Prokuraturze Wojskowej (czerwiec 1953 - marzec 1954) oraz prokuratorem Wojsk Lotniczych i Obrony Przeciwlotniczej Obszaru Kraju (marzec 1954 - kwiecień 1956).
Równolegle ukończył studia na Wydziale Prawa Uniwersytetu Mikołaja Kopernika w Toruniu uzyskując dyplom magistra prawa (1951).
W kwietniu 1956 zastąpił zwolnionego na fali odwilży gen. bryg. Stanisława Zarakowskiego na stanowisku Naczelnego Prokuratora Wojskowego. Funkcję tę pełnił nieprzerwanie przez 12 lat, do sierpnia 1968. Od lutego 1957 był także zastępcą Prokuratora Generalnego PRL. Do grona jego podwładnych należeli prokuratorzy, którzy zrobili później kariery we władzach PRL, m.in. Józef Chomętowski, Lucjan Czubiński, Zbigniew Domino, Eugenia Kempara, Kazimierz Lipiński.
Do stopnia generała brygady awansowany uchwałą Rady Państwa PRL we wrześniu 1961. Nominację otrzymał w Belwederze z rąk przewodniczącego Rady Państwa Aleksandra Zawadzkiego. Stopień doktora nauk prawnych w zakresie prawa karnego uzyskał na Uniwersytecie Wrocławskim w roku 1965. W latach 1968–1969 pozostawał w dyspozycji MON. Od stycznia 1969 do czerwca 1970 był ministrem pełnomocnym – szefem Polskiej Misji Wojskowej w Komisji Nadzorczej Państw Neutralnych w Korei.
W 1973 był starszym doradcą wojskowym - zastępcą szefa Polskiej Misji do Międzynarodowej Komisji Nadzoru i Kontroli w Wietnamie. W latach 1971–1981 pełnił odpowiedzialne funkcje studyjno-analityczne w Sztabie Generalnym Wojska Polskiego jako zastępca pełnomocnika szefa Sztabu Generalnego WP ds. specjalnych, a w latach 1978–1981 pełnomocnik szefa SG WP ds. specjalnych (odpowiadał m.in. za problematykę rozbrojenia i rokowania wiedeńskie dotyczące ograniczenia zbrojeń).
Równolegle ze służbą wojskową działał w Polskim Związku Piłki Nożnej, m.in. w latach 1960–1978 wiceprezes, a następnie prezes PZPN (1978–1981). Od 1960 był także wiceprezesem CWKS „Legia” Warszawa oraz przewodniczącym sekcji piłki nożnej tego klubu. Był członkiem Klubu Honorowych Członków PZPN.
W latach 1981–1985 dyrektor generalny Urzędu Rady Ministrów. Do zakresu jego obowiązków należała kontrola i nadzór nad Biurem Kontroli, Biurem Skarg i Listów, Dyżurną Służbą Operacyjną, koordynowanie komórek kontroli w resortach i urzędach centralnych, wykonywanie innych, doraźnie zlecanych zadań. Od 1985–1986 podsekretarz stanu w Urzędzie Rady Ministrów. Równolegle sprawował w latach 1981–1986 funkcję głównego inspektora kontroli w URM. W okresie stanu wojennego wiceprzewodniczący Centralnej Komisji do Walki ze Spekulacją oraz przewodniczący Centralnej Komisji Specjalnego Postępowania Porządkowego. W styczniu 1987 przeszedł w stan spoczynku.
Członek PPR (1946–1948), a następnie PZPR, działacz społeczny. Wieloletni prezes Zarządu Głównego Towarzystwa Przyjaźni Polsko-Wietnamskiej. W latach 1987–1989 przewodniczący polskiej sekcji ruchu „Emerytowani Generałowie na rzecz Pokoju i Rozbrojenia”.
Oskarżony przez IPN o zbrodnię komunistyczną: wielokrotne oskarżanie żołnierzy niezłomnych, wobec których wymierzano wyroki śmierci.

## Awanse
W trakcie 41-letniej służby wojskowej uzyskał następujące awanse:
- podporucznik - 12 lipca 1946
- porucznik - 12 lipca 1947
- kapitan - 10 lipca 1948
- major - 1 lipca 1950
- podpułkownik - 6 października 1953
- pułkownik - 6 czerwca 1956
- generał brygady - 22 września 1961

## Publikacje i rozprawy (wybór)
- Artykuł: Warunkowe zwolnienie w praktyce sądów wojskowych, WPP, nr 4/1963, s. 363–379.
- Dysertacja doktorska: Warunkowe zwolnienie w polskim prawie karnym, Uniwersytet Wrocławski im. Bolesława Bieruta, 1965.
- Warunkowe zwolnienie w polskim prawie karnym, Wyd. MON 1966, nakład: 1000 egz.

## Życie prywatne
Mieszkał w Warszawie, został pochowany na Cmentarzu Bródnowskim. Żona Maria zmarła w 1987, druga żona Janina, 1 córka, 1 syn. Jego synem był Mirosław Ryba (1948-2015), lekarz anestezjolog.

## Odznaczenia
- Krzyż Komandorski Orderu Odrodzenia Polski (1983)
- Krzyż Oficerski Orderu Odrodzenia Polski (1958)
- Order Sztandaru Pracy II klasy (1963)
- Złoty Krzyż Zasługi
- Medal 10-lecia Polski Ludowej
- Medal 30-lecia Polski Ludowej
- Medal 40-lecia Polski Ludowej
- Złoty Medal „Siły Zbrojne w Służbie Ojczyzny”
- Srebrny Medal „Siły Zbrojne w Służbie Ojczyzny”
- Brązowy Medal „Siły Zbrojne w Służbie Ojczyzny”
- Złoty Medal „Za zasługi dla obronności kraju”
- Srebrny Medal „Za zasługi dla obronności kraju”
- Brązowy Medal „Za zasługi dla obronności kraju”
- Odznaka 1000-lecia Państwa Polskiego
- Srebrna Honorowa Odznaka PCK
- Złota Odznaka „Zasłużony Działacz Kultury Fizycznej” (1963)[6]
- Złota Odznaka Zrzeszenia Prawników Polskich
- Złota Odznaka honorowa „Zasłużony dla górnictwa PRL”
- Medal „Za Wybitne Osiągnięcia w Rozwoju Piłki Nożnej” (1987)
- Odznaka Diamentowa PZPN (2005)
- Odznaka Diamentowa WKS „Legia” Warszawa (2001)
- Tytuł "Honorowy Członek Polskiego Związku Piłki Nożnej" (1973)[7]
- Złota odznaka "Zasłużonemu w rozwoju województwa katowickiego"
- Order Flagi Narodowej (KRL-D, 1970)
- Medal Wyzwolenia I klasy (Wietnam, 1977)
- Medal Przyjaźni (Wietnam, 1977)
- Medal jubileuszowy 60-lecia Sił Zbrojnych ZSRR (ZSRR, 1979)
- i inne